# Quiina glaziovii
Quiina glaziovii är en tvåhjärtbladig växtart som beskrevs av Adolf Engler. Quiina glaziovii ingår i släktet Quiina och familjen Ochnaceae. Inga underarter finns listade i Catalogue of Life.